# منهج الاستنباط من القرآن
منهج الاستنباط من القرآن هو: الطريق الصحيح لاستخراج الأحكام الخفية من القرآن الكريم.
وهو علم أشار إليه السيوطي في كتابه الإتقان في علوم القرآن الخامس والستين، وقد أسس العلماء منهجاً صحيحاً لاستخراج الأحكام من القرآن الكريم وذكروا لذلك طرقاً وشروطاً.
وأهم تلك الشروط:
1. سلامة الاعتقاد والقصد: والمقصود أن يكون المستنبِط سليم الاعتقاد، بحيث تكون مصادر التلقي عنده هي المصادر الصحيحة، ويكون قصده صحيحاً ليس صاحب هوى.
2. معرفة اللغة العربية: ويُقصد بذلك أن يكون المستبِط عارفاً باللغة لأن اللغة العربية هي لغة القرآن، بفهم المفردات والتراكيب ودلالات الألفاظ وغير ذلك مما يحتاجه من يستخرج من القرآن.
3. معرفة طرق الاستنباط: والمراد أن يكون عالماً بطرق الاستنباط الصحيحة، وهي ما ذكره علماء أصول الفقه تحت مبحث دلالات الألفاظ، ويضاف إليها طرق أخرى عند العلماء كالاستنباط من أسلوب القرآن وعاداته.
4. معرفة التفسير: وهو من أهم الشروط، أي: أن يكون المستنبط عارفاً بتفسير النص القرآني على الوجه الصحيح، وإلا فإن الاستنباط يكون خطأ في الغالب إذا بُني على تفسير غير صحيح.
5. ألا يعارض المعني المستنبط نصاً قاطعاً أو حكماً مجمعاً عليه.
6. ألا يكون الاستنباط فيما لا يمكن التوصل إليه، كمعرفة الغيب، فإنه لا يمكن لأحد الوصول لهذه المعلومات إلا عن طريق الوحي من الله سبحانه تعالى.
7. أن يكون المعنى المستنبط مرتبطاً بالقرآن ارتباطاً صحيحاً، فإذا كان ارتباطه غير صحيح لا يقبل.